# Sadao Sei
| Odkryte planetoidy: 1 | Odkryte planetoidy: 1 |
| --------------------- | --------------------- |
| (2909) Hoshi-no-ie    | 9 maja 1983           |

Sadao Sei (jap. 清貞雄 Sei Sadao) – japoński astronom. Odkrył planetoidę (2909) Hoshi-no-ie; nosi ona nazwę obserwatorium jej odkrywcy.